# Ceramaster arcticus
Ceramaster arcticus is een zeester uit de familie Goniasteridae.
De wetenschappelijke naam van de soort werd in 1909 gepubliceerd door Addison Emery Verrill.